# Comuna de Dobre Miasto

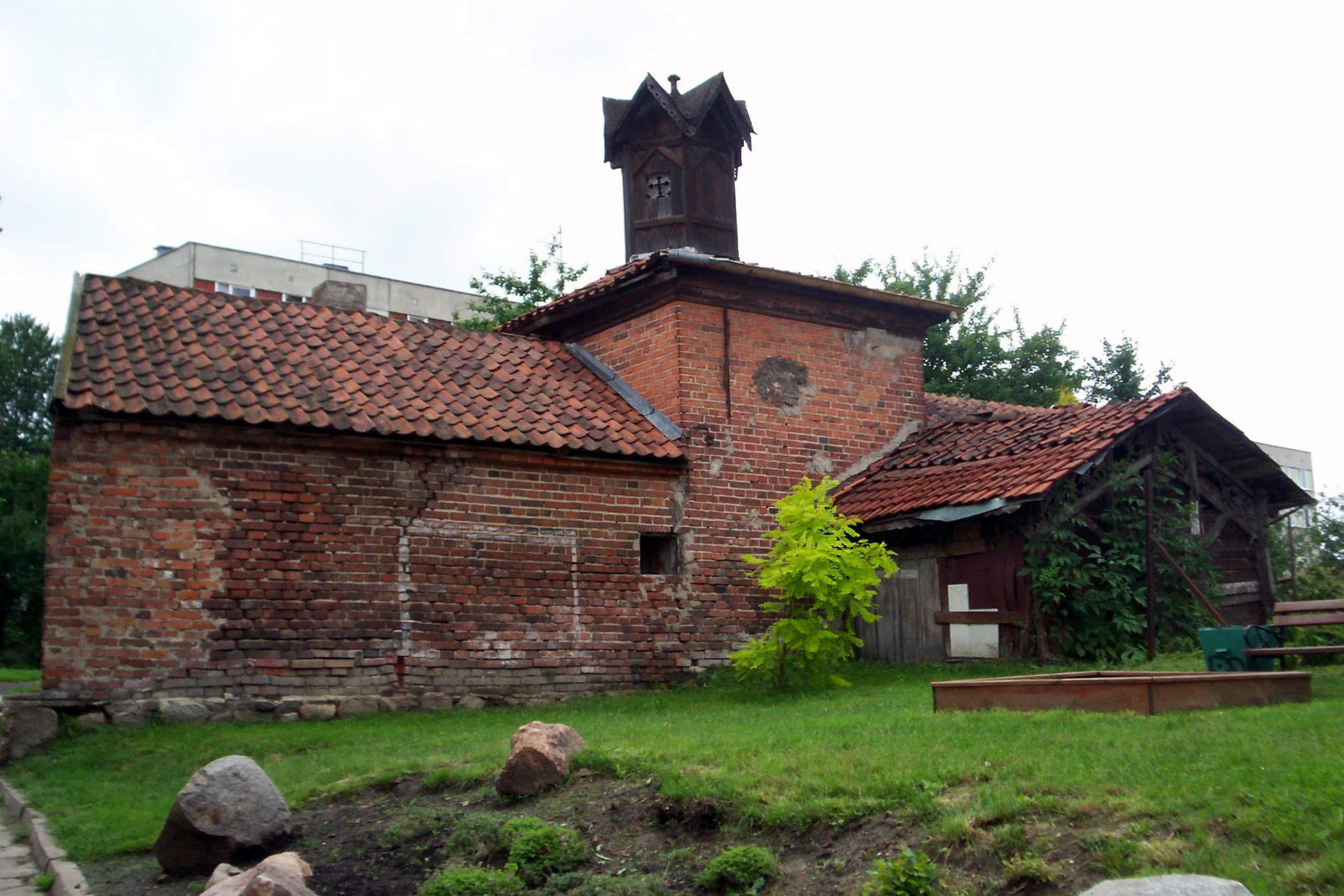
Fotografia de um objeto de herança cultural inscrito no registro em Voivodia da Vármia-Masúria sob o número A-419.

Dobre Miasto (polaco: Gmina Dobre Miasto) é uma gminy (comuna) na Polónia, na voivodia de Vármia-Masúria e no condado de Olsztyński. A sede do condado é a cidade de Dobre Miasto.
De acordo com os censos de 2004, a comuna tem 16 014 habitantes, com uma densidade 61,9 hab/km².

## Área
Estende-se por uma área de 258,7 km², incluindo:
- área agrícola: 49%
- área florestal: 34%

## Demografia
Dados de 30 de Junho 2004:
|                      | Total   | Total | Mulheres | Mulheres | Homens  | Homens |
| -------------------- | ------- | ----- | -------- | -------- | ------- | ------ |
|                      | pessoas | %     | pessoas  | %        | pessoas | %      |
| População            | 16 014  | 100   | 8211     | 51,3     | 7803    | 48,7   |
| Densidade (pop./km²) | 61,9    | 100   | 31,7     | 31,7     | 30,2    | 30,2   |

De acordo com dados de 2002, o rendimento médio per capita ascendia a 1163,09 zł.

## Comunas vizinhas
- Dywity, Jeziorany, Lidzbark Warmiński, Lubomino, Świątki